# Franz Grobben
Franz Grobben (* 17. Januar 1904 in Aldekerk, heute zu Kerken; † 8. Juni 1994) war ein deutscher Verwaltungsbeamter und Politiker (CDU).
Von 1958 bis 1966 amtierte er als Regierungspräsident von Köln.
Aufgrund einer Polizei-Razzia in einer „Klappe“ am Kölner Waidmarkt (in unmittelbarer Nähe des damaligen Polizeipräsidiums) am 8. Juni 1966 wurde Franz Grobben erkennungsdienstlich behandelt und ein Ermittlungsverfahren gegen ihn und andere Beteiligte eingeleitet. Die Information geriet in die Presse und Grobben trat „aus gesundheitlichen Gründen“ von seinem Amt zurück, womöglich aber auch um seine Partei, die CDU, vor einem Skandal im Wahlkampf zu schützen, da die Angelegenheit in der Boulevardpresse breitgetreten wurde.
Er war Mitglied der katholischen Studentenverbindung K.St.V. Rheinpfalz Köln im KV.

## Auszeichnungen
- 1964: Großes Silbernes Ehrenzeichen mit dem Stern für Verdienste um die Republik Österreich[1]